# Patchkabel (Studiotechnik)
Mit Patchkabel (engl. to patch = „zusammenflicken, einsetzen“) wird ein kurzes Kabel bezeichnet, das die Verbindung zwischen zwei Geräten oder Buchsen herstellt.
In der Studiotechnik wird es normalerweise benutzt, um die in einem Tonstudio vielfach vorhandenen Effektgeräte sinnvoll und handhabbar in die gewünschten Signalwege einzuschleifen (zu patchen).
Um eine Änderung der Signalwege für den Tontechniker komfortabel zu gestalten, werden die elektrischen Ein- und Ausgänge aller Effektgeräte von der Rückseite her auf ein Steckfeld (sog. Patchbay) geschaltet. Die dort auf der Vorderseite vorhandenen Buchsen (meistens in symmetrischer oder unsymmetrischer 6,3 mm-Klinkensteckerausführung) lassen sich dann mittels des Patchkabels einfach verbinden, ohne auf der meist schlecht zugänglichen Rückseite der Effekt-Racks Verbindungen umstecken zu müssen. Zur besseren Orientierung sind Patchkabel in verschiedenen Farben erhältlich. 
Die Patchbay ist bei größeren Mischpulten bereits eingebaut, externe Steckfelder werden im 19"-Format zum Einbau in Racks angeboten.
Patchkabel gibt es auch in der Netzwerktechnik und der Telekommunikation, siehe den Artikel Patchkabel.